# Diocesi di Tuccabora
La diocesi di Tuccabora (in latino Dioecesis Thuccaborensis) è una sede soppressa e sede titolare della Chiesa cattolica.

## Storia
Tuccabora, corrispondente alla città di Touccabeur (governatorato di Béja) nell'odierna Tunisia, è un'antica sede episcopale della provincia romana dell'Africa Proconsolare, suffraganea dell'arcidiocesi di Cartagine.
Sono tre i vescovi documentati di Tuccabora. Fortunato assistette al concilio di Cartagine convocato il 1º settembre 256 da san Cipriano per discutere della questione relativa alla validità del battesimo amministrato dagli eretici, e figura al 17º posto nelle Sententiae episcoporum. Il donatista Megasio prese parte alla conferenza di Cartagine del 411, che vide riuniti assieme i vescovi cattolici e donatisti dell'Africa romana; la sede in quell'occasione non aveva vescovi cattolici. Stefano intervenne al concilio antimonotelita del 646.
Dal XX secolo Tuccabora è annoverata tra le sedi vescovili titolari della Chiesa cattolica; dal 15 maggio 2001 il vescovo titolare è Francisco González Hernández, O.P., vicario apostolico di Puerto Maldonado.

## Cronotassi

### Vescovi
- Fortunato † (menzionato nel 256)
  - Megasio † (menzionato nel 411) (vescovo donatista)
- Stefano † (menzionato nel 646)

### Vescovi titolari
- Benno Walter Gut, O.S.B. † (10 giugno 1967 - 26 giugno 1967 nominato cardinale diacono di  San Giorgio in Velabro)
- Jean-Marie-Gaëtan Ogez, M.Afr. † (25 novembre 1968 - 20 ottobre 1976 dimesso)
- Pedro Rosales Dean (12 dicembre 1977 - 23 luglio 1980 nominato prelato di Tagum)
- Christian Vicente Fernandez Noel † (1º ottobre 1981 - 6 settembre 1986 nominato vescovo di Talibon)
- Orlando Antonio Corrales García (28 gennaio 1998 - 9 aprile 2001 nominato vescovo di Palmira)
- Francisco González Hernández, O.P., dal 15 maggio 2001